# Escut de Sant Bartomeu del Grau

Escut oficial de Sant Bartomeu del Grau

L'escut oficial de Sant Bartomeu del Grau té el següent blasonament:
Escut caironat partit: 1r. d'argent, 3 migs-vols abaixats de gules; 2n. d'or, un castell de gules obert. Per timbre una corona mural de poble.

## Història
Va ser aprovat el 27 de maig de 1991 i publicat al DOGC el 7 de juny del mateix any amb el número 1452.
Sant Bartomeu del Grau es va segregar de Gurb al segle xvi, i a mitjan segle xvii va passar a la família dels Alemany-Descatllar, representada pels seus respectius escuts d'armes: tres ales de gules sobre camper d'argent (armes parlants dels Alemany) i un castell de gules sobre camper d'or, que són l'emblema dels Descatllar.